# Cratere Conway
Conway  è un cratere sulla superficie di Venere. Deve il suo nome ad Anne Conway, filosofa britannica.